# Javad Zarincheh
Javad Zarincheh (Teheran, 23 luglio 1966) è un ex calciatore iraniano, di ruolo difensore.